# Khiry Shelton
Khiry Lamar Shelton (Fort Carson, Colorado; 26 de junio de 1993) es un futbolista estadounidense. Se desempeña en la posición de delantero y desde 2019 juega en el Sporting Kansas City de la MLS de Estados Unidos. Ha representado a su selección a nivel sub-18.

## Trayectoria
Shelton se unió al Austin Aztex a mitad de la temporada 2012. En 2014 se unió a la plantilla del Lane United. Shelton jugó su primer partido con la camiseta del New York City F. C. el 8 de marzo de 2015, en un encuentro contra el Orlando City, donde entró al campo de juego al minuto 62 en reemplazo de Mehdi Ballouchy. El partido finalizó empatado a un gol. El 15 de mayo le anotó un gol a Chicago Fire en el empate por marcador 2:2. En diciembre de 2017 fue transferido al Sporting Kansas City. El 5 de enero de 2019 fichó por el SC Paderborn de la 2. Bundesliga.

## Selección nacional
Ha sido internacional con la selección sub-23 en 4 ocasiones y con la sub-18 en 3.

## Clubes
| Club                 | País           | Año       |
| -------------------- | -------------- | --------- |
| Oregon State Beavers | Estados Unidos | 2011-2012 |
| Austin Aztex         | Estados Unidos | 2012      |
| Oregon State Beavers | Estados Unidos | 2012-2013 |
| Austin Aztex         | Estados Unidos | 2013      |
| Oregon State Beavers | Estados Unidos | 2013-2014 |
| Lane United          | Estados Unidos | 2014      |
| New York City F. C.  | Estados Unidos | 2015-2017 |
| Sporting Kansas City | Estados Unidos | 2017-2018 |
| SC Paderborn         | Alemania       | 2019      |
| Sporting Kansas City | Estados Unidos | 2019-     |